# Соніно
Соніно (до 2016 — Комсомольське) —  селище в Україні, у Великобурлуцькій селищній громаді Куп'янського району Харківської області. Населення становить 59 осіб. До 2020 орган місцевого самоврядування — Григорівська сільська рада.

## Географія
Селище Соніно знаходиться поруч з балкою Свинячий Яр, за 6 км від села Григорівка. Поряд з селищем невеликий садовий масив (~ 10 га).

## Історія
12 червня 2020 року, відповідно до розпорядження Кабінету Міністрів України № 725-р «Про визначення адміністративних центрів та затвердження територій територіальних громад Харківської області», увійшло до складу Великобурлуцької селищної територіальної громади.
19 липня 2020 року, в результаті адміністративно-територіальної реформи та ліквідації Великобурлуцького району, селище увійшло до складу Куп'янського району Харківської області.
Російська окупація села почалася 24 лютого 2022 року.
11 вересня 2022 року воїни Збройних Сил України в ході Харківської контрнаступальної операції звільнили від російських окупантів населені пункти Великобурлуцької селищної територіальної громади.